# Kīkhanān
Kīkhanān (persiska: كيخنان) är en ort i Iran.   Den ligger i provinsen Qazvin, i den nordvästra delen av landet, 160 km nordväst om huvudstaden Teheran. Kīkhanān ligger 1 546 meter över havet och antalet invånare är 435.
Terrängen runt Kīkhanān är kuperad norrut, men söderut är den platt. Terrängen runt Kīkhanān sluttar söderut.Runt Kīkhanān är det ganska tätbefolkat, med 108 invånare per kvadratkilometer. Närmaste större samhälle är Maḩmūdābād Nemūneh, 14,9 km sydost om Kīkhanān. Trakten runt Kīkhanān består i huvudsak av gräsmarker.